# Desire (canção de Claudette Pace)
Desire ("Desejo")  foi a canção que representou Malta no Festival Eurovisão da Canção 2000 que teve lugar em Estocolmo. Foi interpretada em inglês e três versos em maltês por Claudette Pace. Foi a sétima canção a ser interpretada na noite do evento, a seguir à canção da Roménia The Moon, cantada pela banda Taxi e antes da canção da Noruega My Hearts Goes Boom, interpretada pela banda Charmed. Terminou a competição em oitavo, tendo recebido um total de 73 pontos. No ano seguinte, em Festival Eurovisão da Canção 2001, Malta fez-se representar por Fabrizio Faniello que interpretou a canção "Another summer night".

## Autores
- Letrista: Philip Vella
- Compositores: Gerard James Borg

## Letra
A canção é uma balada up-tempo, com Pace explicar a profundidade de seus sentimentos ao seu amante. Ela diz que "eu quis te abraçar / Tenha você e te fazer minha" diante de sua primeira reunião, e que quando ele vira a distância, o seu "fogo" vira "fumaça". Ela também diz que ela acredita que "No fundo do seu sorriso é desejo de mais".

## Acompanhantes
Acompanharam a cantora, os seguintes coristas: Fredrik Ivarson, Anna Cecilia Sahlin, Andrea 'Dea' Norberg e Gabriel Forss, cusiosamente todos
suecos.